# Pierre Boulanger (attore)
Pierre Boulanger (Parigi, 8 agosto 1987) è un attore francese.

## Biografia
È noto soprattutto per aver recitato nel film francese Monsieur Ibrahim e i fiori del Corano del 2003 e nella commedia statunitense Monte Carlo del 2011.
A partire dal 2004, Boulanger ha inoltre recitato in singoli episodi di numerose serie televisive e film per la televisione francesi.

## Filmografia

### Attore

#### Cinema
- Monsieur Ibrahim e i fiori del Corano (Monsieur Ibrahim et les fleurs du Coran), regia di François Dupeyron (2003)
- Le grand vent, regia di Valérie Liénardy - cortometraggio (2004)
- Les visages d'Alice, regia di David Ungaro - cortometraggio (2005)
- Poids plume, regia di Nolwenn Lemesle - cortometraggio (2005)
- Mon âme coûte 20 Euro, regia di Maxime Guérin - cortometraggio (2007)
- Nos 18 ans, regia di Frédéric Berthe (2008)
- Flirts, regia di Lionel Dos Santos - cortometraggio (2008)
- Notre jour viendra, regia di Romain Gavras (2010)
- The Visit, regia di Richard Dailey (2010)
- Monte Carlo, regia di Thomas Bezucha (2011)
- Ouverture Eclair, regia di Constance Maillet - cortometraggio (2012)
- Arrête de pleurer Pénélope, regia di Juliette Arnaud e Corinne Puget (2012)
- The Unlikely Girl, regia di Wei Ling Chang (2012)
- Trap for Cinderella, regia di Iain Softley (2013)
- God Help the Girl, regia di Stuart Murdoch (2014)
- Les révoltés, regia di Simon Leclère (2014)
- Service de nettoyage, regia di Clément Michel - cortometraggio (2015)
- Rendez-Vous, regia di Antoinette Beumer (2015)
- Road Games, regia di Abner Pastoll (2015)
- Du blanc à l'âme: white spirit, regia di Aude Thuries - cortometraggio (2017)
- 7 giorni a Entebbe (Entebbe), regia di José Padilha (2018)
- Paye ta robe, regia di Pierre Boulanger - cortometraggio (2019)

#### Televisione
- Louis Page – serie TV, 1 episodio (2004)
- Dans la tête du tueur, regia di Claude-Michel Rome – film TV (2004)
- Le proc – serie TV, 1 episodio (2005)
- Sauveur Giordano – serie TV, 1 episodio (2005)
- Rose et Val – serie TV, 1 episodio (2006)
- Il giudice e il commissario (Femmes de loi) – serie TV, 1 episodio (2006)
- Il commissario Cordier (Commissaire Cordier) – serie TV, 1 episodio (2006)
- Pour l'amour de Dieu, regia di Ahmed Bouchaala e Zakia Tahri – film TV (2006)
- Camping paradis – serie TV, 1 episodio (2006)
- Mémoire de glace, regia di Pierre-Antoine Hiroz – film TV (2006)
- R.I.S Police scientifique – serie TV, 1 episodio (2007)
- Compagni di strada (Les camarades), regia di François Luciani – miniserie TV (2007)
- Sulle tracce del crimine (Section de recherches) – serie TV, 1 episodio (2007)
- Famille d'accueil – serie TV, 1 episodio (2007)
- Terre de lumière, regia di Stéphane Kurc – miniserie TV (2008)
- La mort dans l'île, regia di Philippe Setbon – film TV (2008)
- Il commissariato Saint Martin (P.J.) – serie TV, 1 episodio (2008)
- Beauregard, regia di Jean-Louis Lorenzi – miniserie TV (2009)
- Paradis criminel, regia di Serge Meynard – film TV (2009)
- Chez Maupassant – serie TV, 1 episodio (2011)
- Brassens, la mauvaise réputation, regia di Gérard Marx – film TV (2011)
- Benjamin Lebel - Delitti D.O.C. (Le sang de la vigne) – serie TV, 1 episodio (2011)
- La planète des cons, regia di Charlie Dupont e Gilles Galud – film TV (2012)
- Fais pas ci, fais pas ça – serie TV, 1 episodio (2012)
- La source – serie TV, 5 episodi (2013)
- La guerre de Troie n'aura pas lieu, regia di Francis Huster e Steve Suissa – film TV (2013)
- Richelieu: La pourpre et le sang, regia di Henri Helman – film TV (2014)

### Regista
- Nuit froide, regia di Pierre Boulanger e Pénélope Lévêque - cortometraggio (2017)
- Bye Bye les puceaux - cortometraggio (2018)
- Paye ta robe - cortometraggio (2019)

### Sceneggiatore
- Nuit froide, regia di Pierre Boulanger e Pénélope Lévêque - cortometraggio (2017)
- Bye Bye les puceaux, regia di Pierre Boulanger - cortometraggio (2018)
- Paye ta robe, regia di Pierre Boulanger - cortometraggio (2019)

### Doppiatore
- Raymond – serie TV d'animazione (2007)

## Riconoscimenti
- 2003 – Chicago International Film Festival
  - Silver Hugo per il miglior attore per Monsieur Ibrahim e i fiori del Corano

- 2018 – Cinema Jove - Valencia International Film Festival
  - Nomination Miglior cortometraggio per Bye Bye les puceaux

## Doppiatori italiani
Nelle versioni in italiano dei suoi film, Pierre Boulanger è stato doppiato da:
- Fabrizio De Flaviis in Monsieur Ibrahim e i fiori del Corano
- Flavio Aquilone in Monte Carlo
- Alberto Franco in 7 giorni a Entebbe